# Volksabstimmung (Österreich)
Die Volksabstimmung ist ein Instrument der direkten Demokratie in Österreich. Mit ihr stellt der Nationalrat dem Staatsvolk einen Gesetzesentwurf oder eine Verfassungsänderung bzw. die Bundesversammlung die Absetzung des Bundespräsidenten zur verbindlichen Abstimmung. Die Abstimmungsfrage muss mit „Ja“ oder „Nein“ zu beantworten sein und erfolgt vor der Beurkundung der zur Entscheidung stehenden Vorlagen durch den Bundespräsidenten. Abstimmungsberechtigt sind alle am Abstimmungstag wahlberechtigten Bürger. Es entscheidet die „unbedingte Mehrheit“ (= einfache Mehrheit) der abgegebenen Stimmen. Im Gegensatz zu einer Volksbefragung ist das Ergebnis bindend. 

## Obligatorische Volksabstimmung
Eine Volksabstimmung ist in Österreich auf Bundesebene zwingend vorgesehen,
- wenn der Bundespräsident vor Ablauf seiner regulären Amtszeit abgesetzt werden soll (Art. 60 Abs. 6 B-VG) und
- bei einer Gesamtänderung der Bundesverfassung (Art. 44 Abs. 3 B-VG) – das betrifft einige grundlegende Regelungen (Baugesetze).

Die Volksabstimmung über die Absetzung des Bundespräsidenten wird von der Bundesversammlung (bestehend aus den Abgeordneten zum Nationalrat und den Mitgliedern des Bundesrats) beschlossen. Diese wird vom Bundeskanzler aufgrund eines Beschlusses des Nationalrates einberufen. Die Abstimmungsfrage lautet in diesem Fall „Soll der Bundespräsident abgesetzt werden?“. Wird die Abstimmungsfrage vom Wahlvolk mit „Nein“ beantwortet, wird der Nationalrat aufgelöst und es müssen unverzüglich Neuwahlen erfolgen. Der Bundespräsident gilt in diesem Fall automatisch als für eine weitere sechsjährige Amtsperiode gewählt.

## Fakultative Volksabstimmung
Über vom Nationalrat beschlossene Änderungen der Bundesverfassung, die keine Gesamtänderung darstellen, ist eine Volksabstimmung durchzuführen, wenn dies von mindestens einem Drittel der Mitglieder des Nationalrats oder des Bundesrats verlangt wird (Art. 44 Abs. 3 B-VG).
Bei einfachen Gesetzen wird eine Volksabstimmung durchgeführt, wenn dies der Nationalrat beschließt oder die Mehrheit der Mitglieder des Nationalrats verlangt (Art. 43 B-VG). Die Abstimmungsfrage muss den zur Abstimmung stehenden Gesetzesbeschluss bezeichnen.

## Verfahren
Eine Volksabstimmung wird vom Bundespräsidenten angesetzt. Richtet sich die Volksabstimmung auf die Absetzung des Bundespräsidenten, wird sie von den drei Präsidenten des Nationalrats als Kollegium angesetzt. Die Abstimmungsfrage muss mit „Ja“ oder „Nein“ zu beantworten sein.
Es wird ein Stichtag und ein Abstimmungstag festgelegt. Spätestens 21 Tage nach dem Stichtag müssen in allen zuständigen Wahlbehörden die Listen der Stimmberechtigten vorliegen. Der Abstimmungstag muss auf einen Sonntag oder einen anderen gesetzlichen Ruhetag fallen. Es können auch mehrere Volksabstimmungen am selben Tag erfolgen.
Stimmberechtigt ist, wer am Abstimmungstag das Wahlrecht zum Nationalrat besitzt; der Ausgang der Volksabstimmung ist bindend. Eine Volksabstimmung unterscheidet sich in der Durchführung fast nicht von einer Wahl. Ebenso wie bei dieser können Auslandsösterreicher an einer Volksabstimmung teilnehmen.
Sobald das Ergebnis der Abstimmung vorliegt, wird es von der Bundeswahlbehörde verlautbart. Einsprüche gegen das Abstimmungsergebnis können beim Verfassungsgerichtshof bis vier Wochen nach dessen Verlautbarung vorgebracht werden. Bundesgesetze, die auf einer Volksabstimmung beruhen, sind mit Berufung auf das Ergebnis der Volksabstimmung kundzumachen.
Die Kosten der Volksabstimmung tragen die Gemeinden, wobei ihnen aber der Bund einen Pauschalbetrag von 0,50 Euro pro wahlberechtigten Einwohner zu erstatten hat.

## Rechtliche Verankerung
Die Volksabstimmung ist in den Artikeln 43–48 und 60 des Bundes-Verfassungsgesetzes,
sowie im Volksabstimmungsgesetz geregelt.

## Bisherige Volksabstimmungen
Bisher gab es zwei bundesweite Volksabstimmungen in Österreich:
| 1) | Fakultative Volksabstimmung vom 5. November 1978 über ein Bundesgesetz zur friedlichen Nutzung der Kernenergie in Österreich (Inbetriebnahme des Kernkraftwerks Zwentendorf): „Soll der Gesetzesbeschluss des Nationalrates vom 7. Juli 1978 über die friedliche Nutzung der Kernenergie in Österreich (Inbetriebnahme des Kernkraftwerkes Zwentendorf) Gesetzeskraft erlangen?“ Ergebnis: 50,47 % stimmten mit „Nein“ (1.606.308 Stimmen) – 49,53 % stimmten mit „Ja“ (1.576.839 Stimmen). Auffallend war ein starkes West-Ost-Gefälle. Die Ablehnung betrug in Vorarlberg 84,4 %, im Burgenland hingegen nur 40,2 %. |  |
| 2) | Obligatorische Volksabstimmung vom 12. Juni 1994 über den Beitritt Österreichs zur Europäischen Union: „Soll der Gesetzesbeschluss des Nationalrates vom 5. Mai 1994 über das Bundesverfassungsgesetz über den Beitritt Österreichs zur Europäischen Union Gesetzeskraft erlangen?“ Ergebnis: 66,58 % stimmten mit „Ja“ (3.145.981 Stimmen) – 33,42 % stimmten mit „Nein“ (1.578.850 Stimmen). Diese Volksabstimmung musste nach herrschender Meinung durchgeführt werden, weil eine Gesamtänderung der Bundesverfassung vorlag. Ein historischer Vergleich mit dem letzten durchgeführten Plebiszit über die friedliche Nutzung der Kernenergie vom 5. November 1978 ("Zwentendorf-Referendum) ergibt einen Votantenzuwachs um 13,9 % (706.799 Stimmen). |  |